# Spezialradmesse

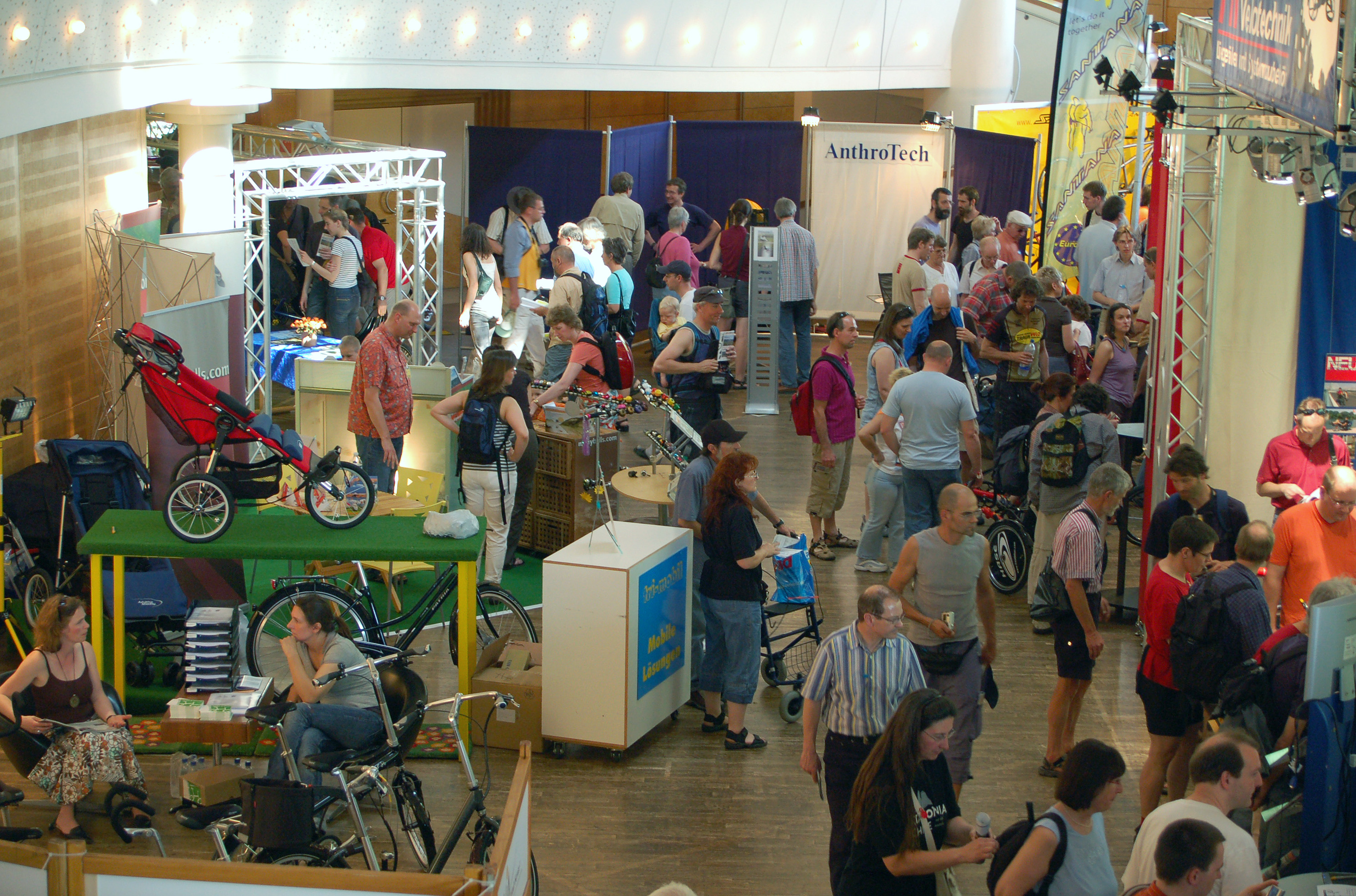
Pohled do jedné z veletržních hal

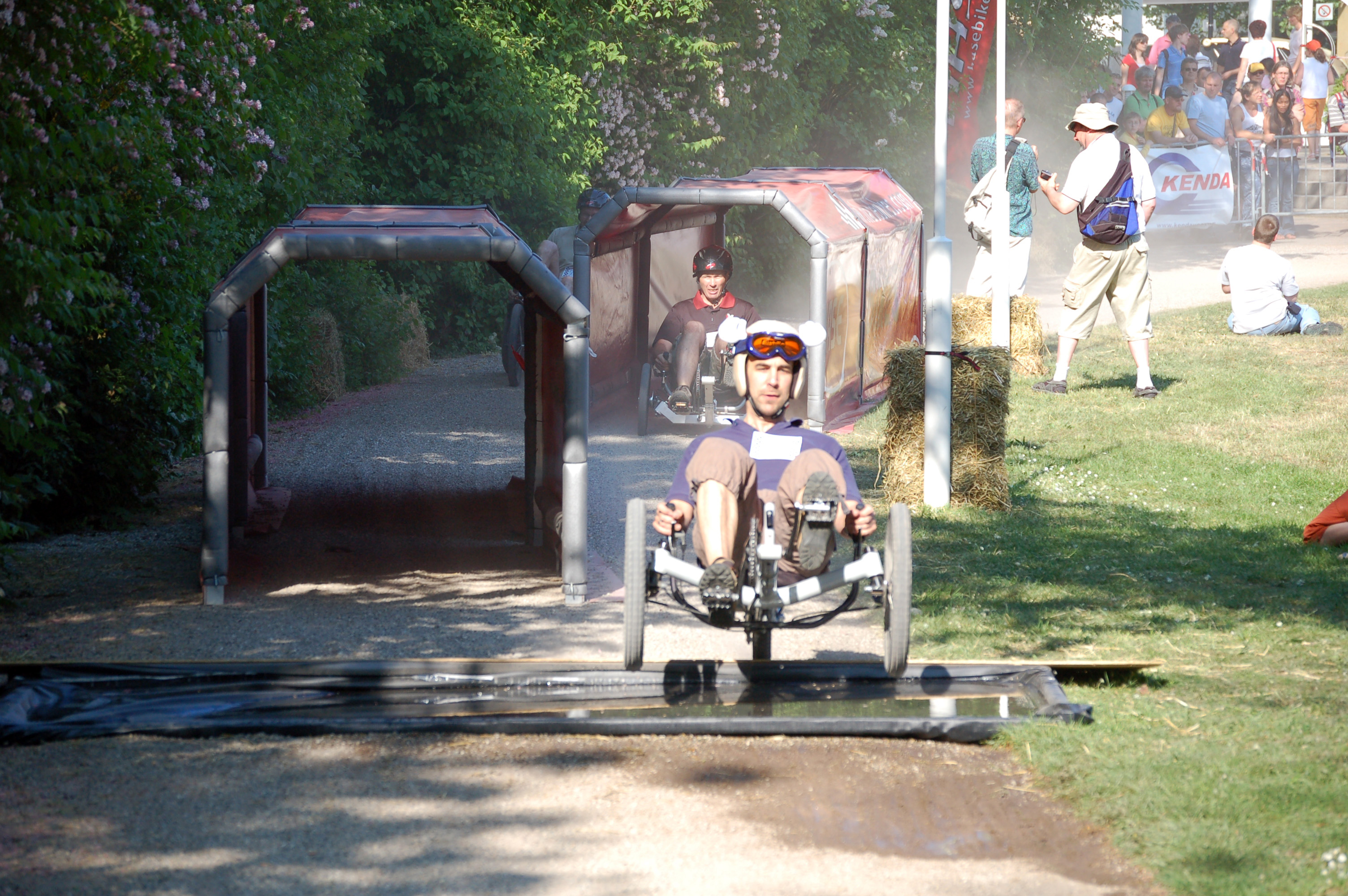
Závod tříkolek

SPEZI (zkratka z německého Spezialradmesse – doslova veletrh speciálních jízdních kol) je německý veletrh zaměřený na vozidla poháněná lidskou silou, zejména netradiční jízdní kola a velomobily. Jedná se o největší veletrh speciálních kol na světě. Koná se každoročně poslední dubnový víkend ve městě Lauchringen poblíž hranic se Švýcarskem. Do roku 2019 se konal ve městě Germersheim v německé spolkové zemi Porýní-Falc.
Je zde jednak výstava různých netradičních a speciálních kol, lehokol, nákladních kol, tříkolek, čtyřkolek, kol s karosérií a podobně, jednak je také možnost jednotlivá kola vyzkoušet na připravené trati, případně závodit.
V roce 2009 měl veletrh zhruba dvanáct tisíc návštěvníků a sto vystavovatelů. Z českých firem patří mezi dosavadní vystavovatele firmy Azub a Benecykl. 